# 컨베이어 시스템

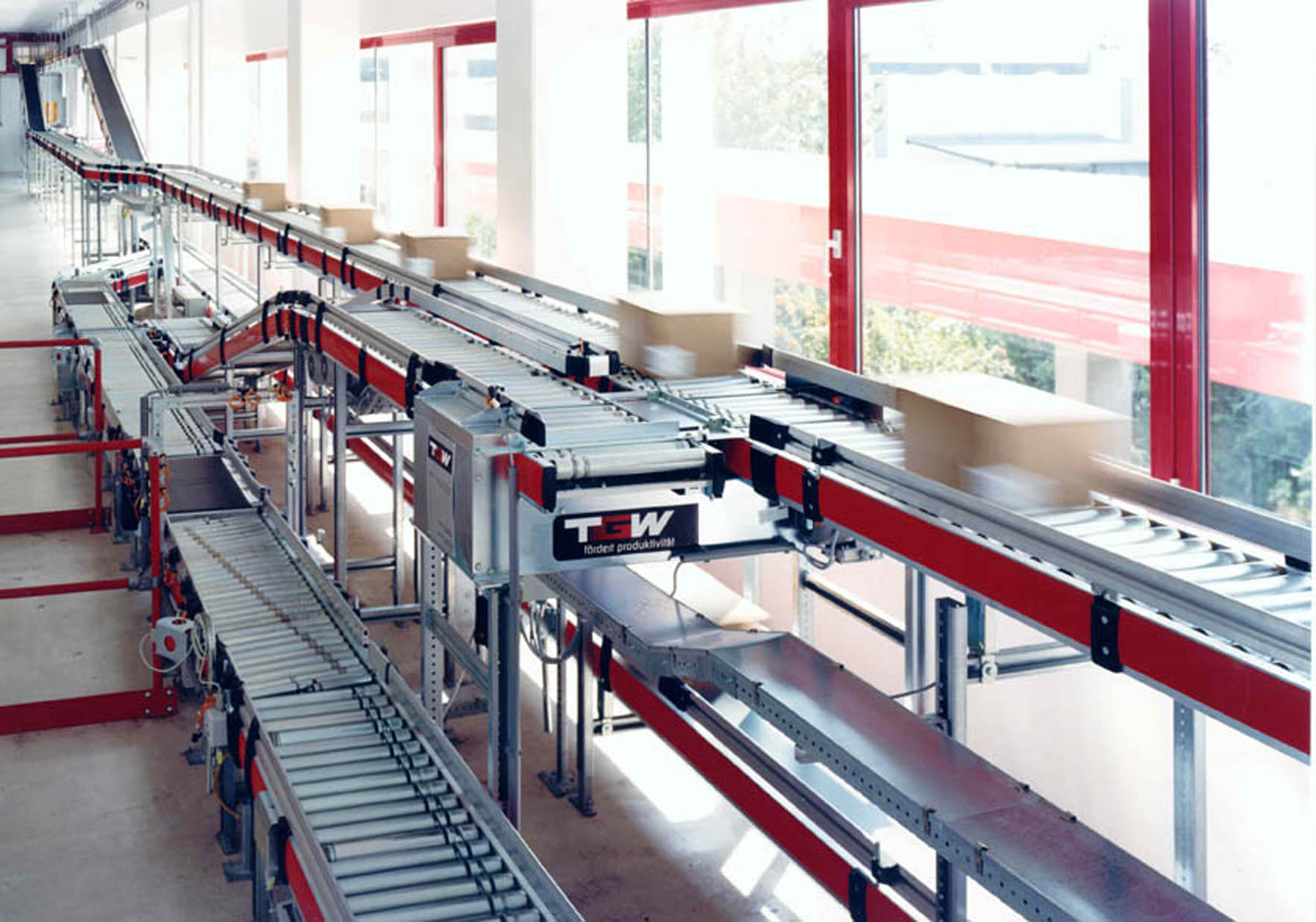
롤러 컨베이어

컨베이어 시스템(conveyor system, 문화어: 콘베아)은 한 지점에서 다른 지점으로 물건 또는 소재를 운반하는 기계적 장치(mechanical handling equipment)를 말한다. 포드 자동차에 의해 1913년 12월 1일 최초로 도입되었다.
컨베이어 시스템은 자재를 한 위치에서 다른 위치로 이동시키는 일반적인 기계 처리 장비이다. 컨베이어는 무겁거나 부피가 큰 자재를 운반하는 용도에 특히 유용하다. 컨베이어 시스템은 다양한 자재를 빠르고 효율적으로 운송할 수 있어 자재 취급 및 포장 산업에서 매우 인기가 높다. 또한 슈퍼마켓과 공항에서 흔히 볼 수 있는 인기 있는 소비자 애플리케이션을 보유하고 있으며 고객에게 품목/가방을 배송하는 마지막 단계를 구성한다. 다양한 종류의 운반 시스템을 사용할 수 있으며 다양한 산업의 다양한 요구에 따라 사용된다. 체인 컨베이어(바닥 및 머리 위)도 있다. 체인 컨베이어는 밀폐형 트랙, I-빔, 예인선, 동력 및 자유, 손으로 밀 수 있는 트롤리로 구성된다.

## 같이 보기
- 수하물 컨베이어 벨트
- 제조업
- 무빙워크
- 트레드밀